# Open Costa Adeje - Isla de Tenerife
L'Open Costa Adeje - Isla de Tenerife è stato un torneo professionistico di tennis giocato sul cemento disputatosi nel 2009 e facente parte dell'ATP Challenger Tour. Nel 2010 è stato retrocesso nella categoria ITF Men's Circuit.

## Albo d'oro

### Singolare
| Anno | Campione          | Finalista     | Punteggio |
| ---- | ----------------- | ------------- | --------- |
| 2009 | Marco Chiudinelli | Paolo Lorenzi | 6–3, 6–4  |
| 2010 | João Sousa        | David Thurner | 7–5, 6–4  |

### Doppio
| Anno | Campioni                          | Finalisti                                         | Punteggio        |
| ---- | --------------------------------- | ------------------------------------------------- | ---------------- |
| 2009 | Philipp Petzschner Alexander Peya | James Auckland Joshua Goodall                     | 6–2, 3–6, [10–4] |
| 2010 | Georgi Rumenov Payakov João Sousa | Agustin Boje-Ordonez Marcelo Palacios-Siegenthale | 6–1, 6–4         |